# Cambessedesia crenulata
Cambessedesia crenulata là một loài thực vật có hoa trong họ Mua. Loài này được (Mart.) DC. mô tả khoa học đầu tiên năm 1828.